# حقل الحوطة
حقل الحوطة؛ هو حقل نفطي أُكتشف عام 1408هـ/ 1988م ويقع على بُعد 180 كم جنوب العاصمة الرياض ويعد أول اكتشاف حقل نفطي بمنطقة الرياض.

## نبذة
يعد الحقل باكورة الاكتشافات النفطية في منطقة الرياض ويتكون من مخزون زيت في الطبقة الجيولوجية المسماة عنيزة على عمق 1890 متر/ 6200 قدم وتمتد المنطقة الرئيسية من الحقل في القطاع من الشمال للجنوب ما يقارب 50 كم، من بلدة الدلم إلى ليلى، كما تمتد من الشرق للغرب بعرض 30 كيلو مترًا.
يتكون الحقل من زيت عربي خفيف ممتاز وقد بلغ الإنتاج الاختباري للبئر الأول 8 آلاف برميل يوميًا عند اكتشافه بينما ينتج حاليًا 200 ألف برميل، وكثافته 49.9 درجة على حسب مقياس معهد البترول الأمريكي (API)، يمتاز زيت الحقل بانخفاض الشوائب والملوثات فيه.